# فرودگاه ماژورز
فرودگاه ماژورز (به انگلیسی: Majors Airport) (به زبان بومی: Majors AAF) یک فرودگاه همگانی بهره‌برداری هوایی با کد یاتا GVT است که یک باند فرود آسفالت دارد و طول باند آن ۲۴۴۸ متر است. این فرودگاه در شهر گرینویل، تگزاس کشور ایالات متحده آمریکا قرار دارد و در ارتفاع ۱۶۳ متری از سطح دریا واقع شده است.